# سديرمان
{{ص.م جبل
| إحداثيات = سديرمان (بالإنجليزية: Sudirman)‏ سلسلة جبال تقع في مقاطعة بابوا في إندونيسيا. سميت على اسم أول قائد عام للقوات المسلحة والبطل الوطني الإندونيسي سديرمان. وهي تتألف من الجزء الغربي من جبال ماوكي. تقع أعلى قمم الجبال في أوقيانوسيا وأستراليا.
تضم هذه السلسة جبل «بونتشاك جايا» أعلى جبل في أندونيسيا وفي قارة أستراليا أيضا بارتفاع يبلغ 4,884 متر، ويعتبر هذا الجبل أحد القمم السبعة في العالم. تضم السلسلة الجبلية منجم للذهب والنحاس تديره شركة فريبوت ومقرها في الولايات المتحدة الأمريكية.
تحتوي سلسلة جبال سديرمان على قمم جبلية أخرى منها:
- جبل سومانتري (4,870 م)
- قمة نجا بولو (4,863 م)
- جبل شرق كارستينزس (4,820 م أو 4,808 م)